# Enzo Bartolini
Enzo Bartolini (ur. 15 lutego 1914 w Livorno, zm. 3 lipca 1998 w Pizie) – włoski wioślarz, srebrny medalista olimpijski.
Wystąpił na igrzyskach olimpijskich w Berlinie w 1936, gdzie Włosi w składzie: Guglielmo Del Bimbo, Dino Barsotti, Oreste Grossi, Enzo Bartolini, Mario Checcacci, Dante Secchi, Ottorino Quaglierini, Enrico Garzelli i Cesare Milani (sternik) zdobyli srebrny medal w ósemkach. W finale o 0,6 sekundy przegrali z osadą Stanów Zjednoczonych, a o 0,4 sekundy wyprzedzili osadę III Rzeszy. Był to jego jedyny start olimpijski.
W tej samej konkurencji zdobył ponadto złoty medal na mistrzostwach Europy w Amsterdamie (1937) oraz srebrny na mistrzostwach Europy w Mediolanie (1938).